# Afrikanisches Traumkraut
Das Afrikanische Traumkraut (Entada rheedei) ist eine Pflanzenart aus der Gattung Entada innerhalb der Familie der Hülsenfrüchtler (Fabaceae).
Traumkräuter sind Pflanzen, die in vielen Naturvölkern als heiliges spirituelles Werkzeug angesehen werden. Verschiedene Pflanzenteile dieser Kräuter werden dazu verwendet, visionäre Träume zu erzeugen. Andere bekannte Traumkräuter sind Silene undulata, das Traumkraut, Tagetes lucida, die Gelbrinden-Akazie, Helinus integrifolius, Synaptolepis kirkii, Beifuß, Hemidesmus indicus  und der Gift-Lattich, sowie Alepidea amatymbica oder Celastrus paniculatus.

## Beschreibung

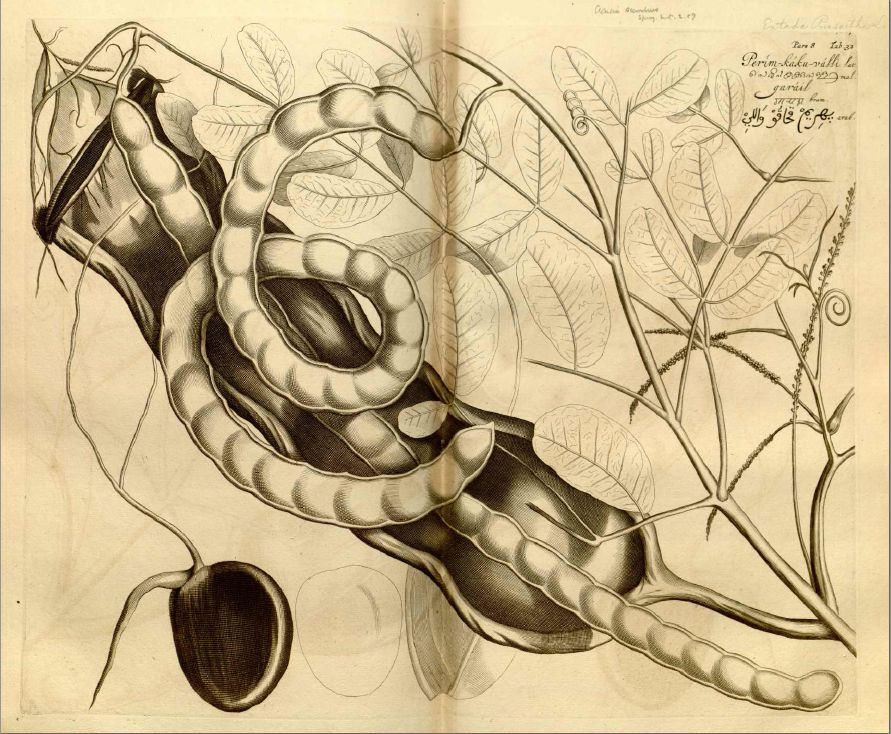
Illustration

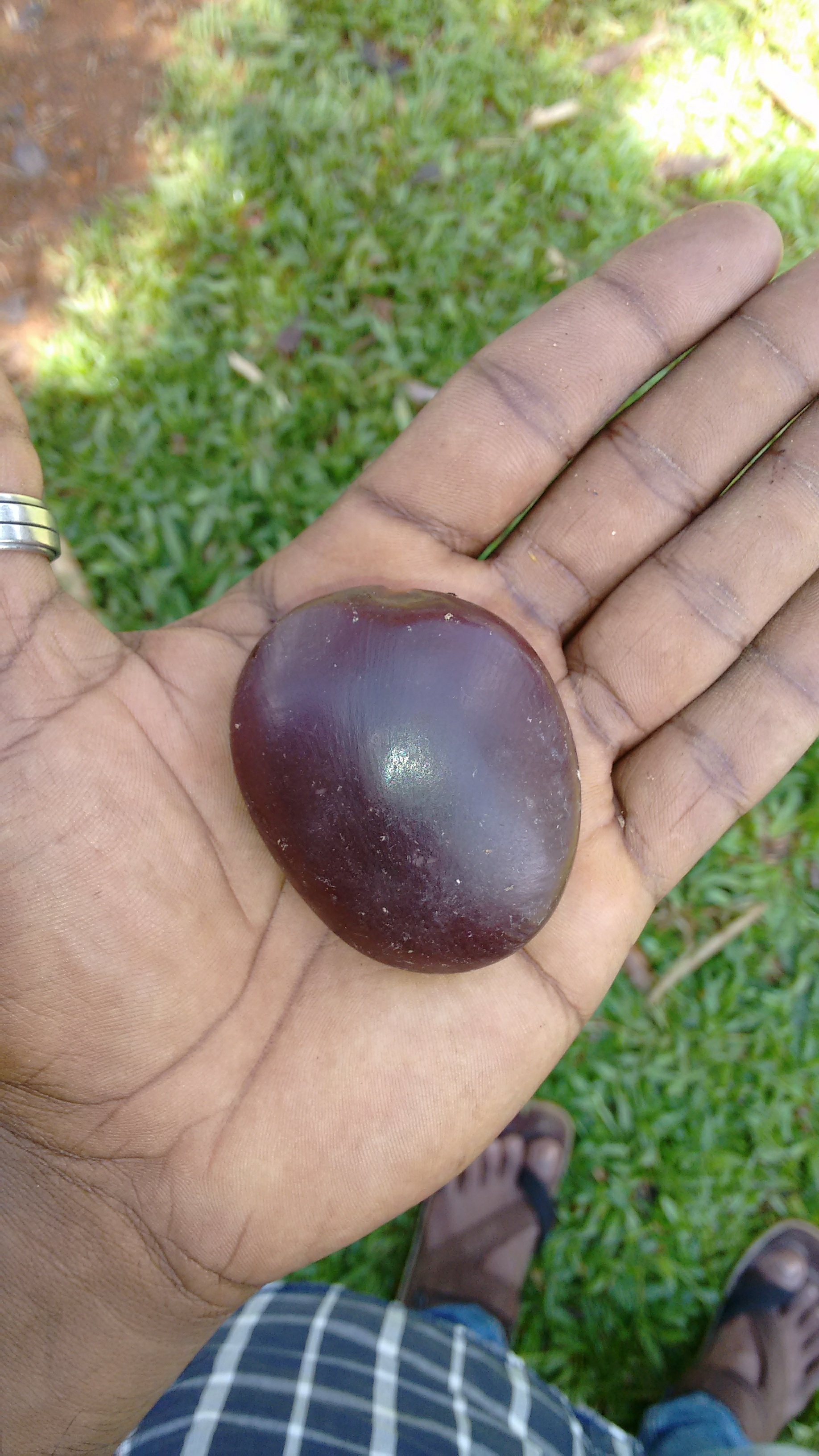
Samen von Entada rheedei

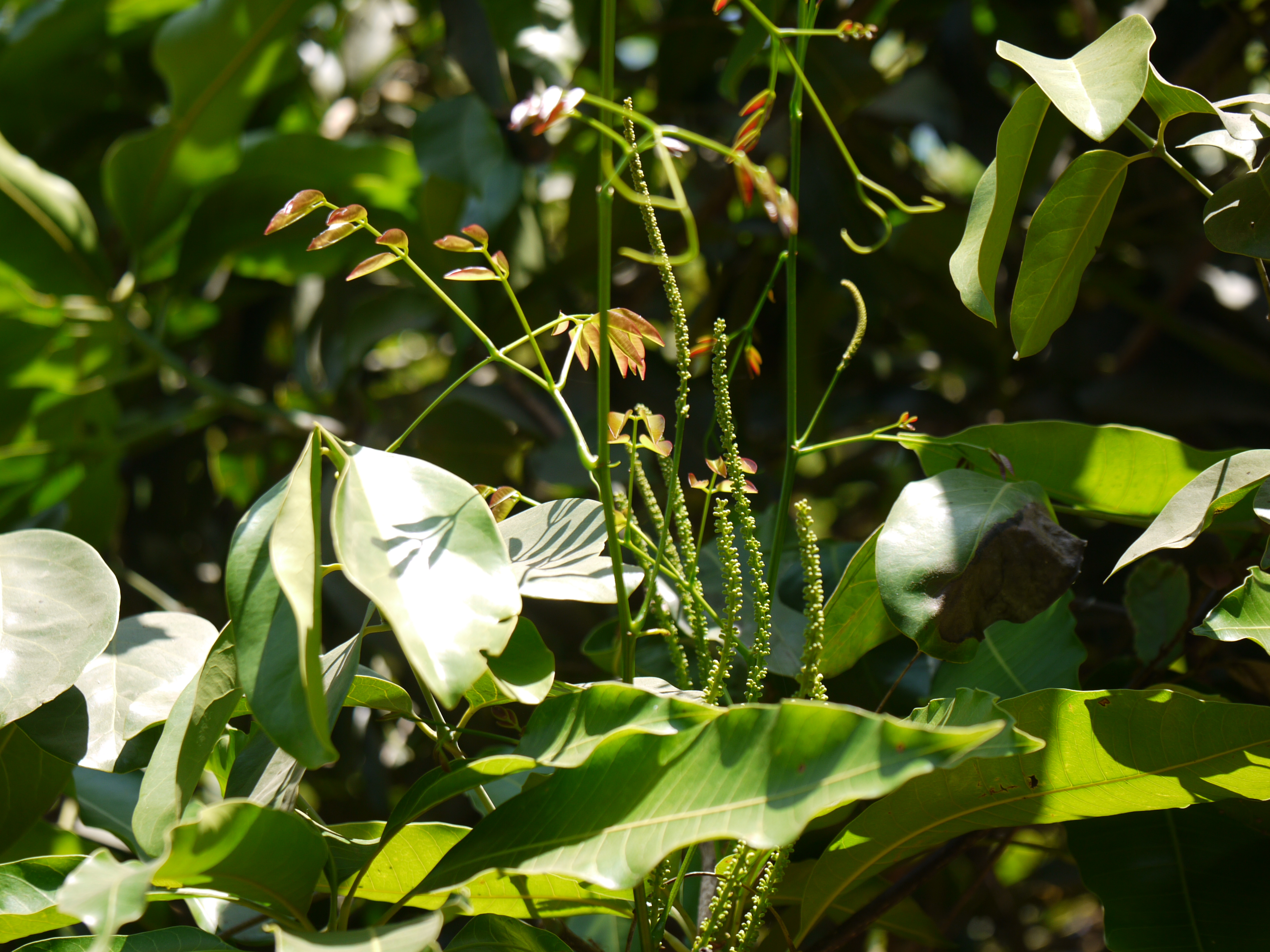
Laubblätter und Blütenstände

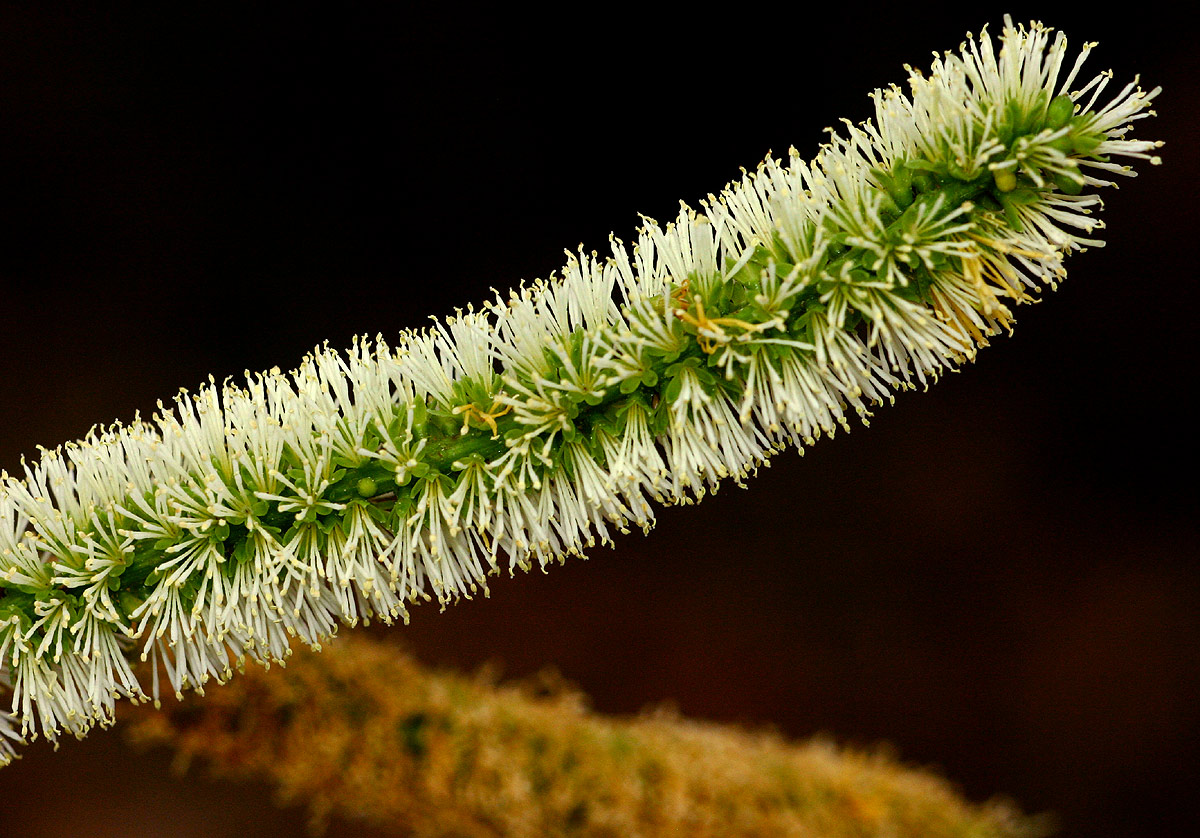
Ähre von Entada rheedii

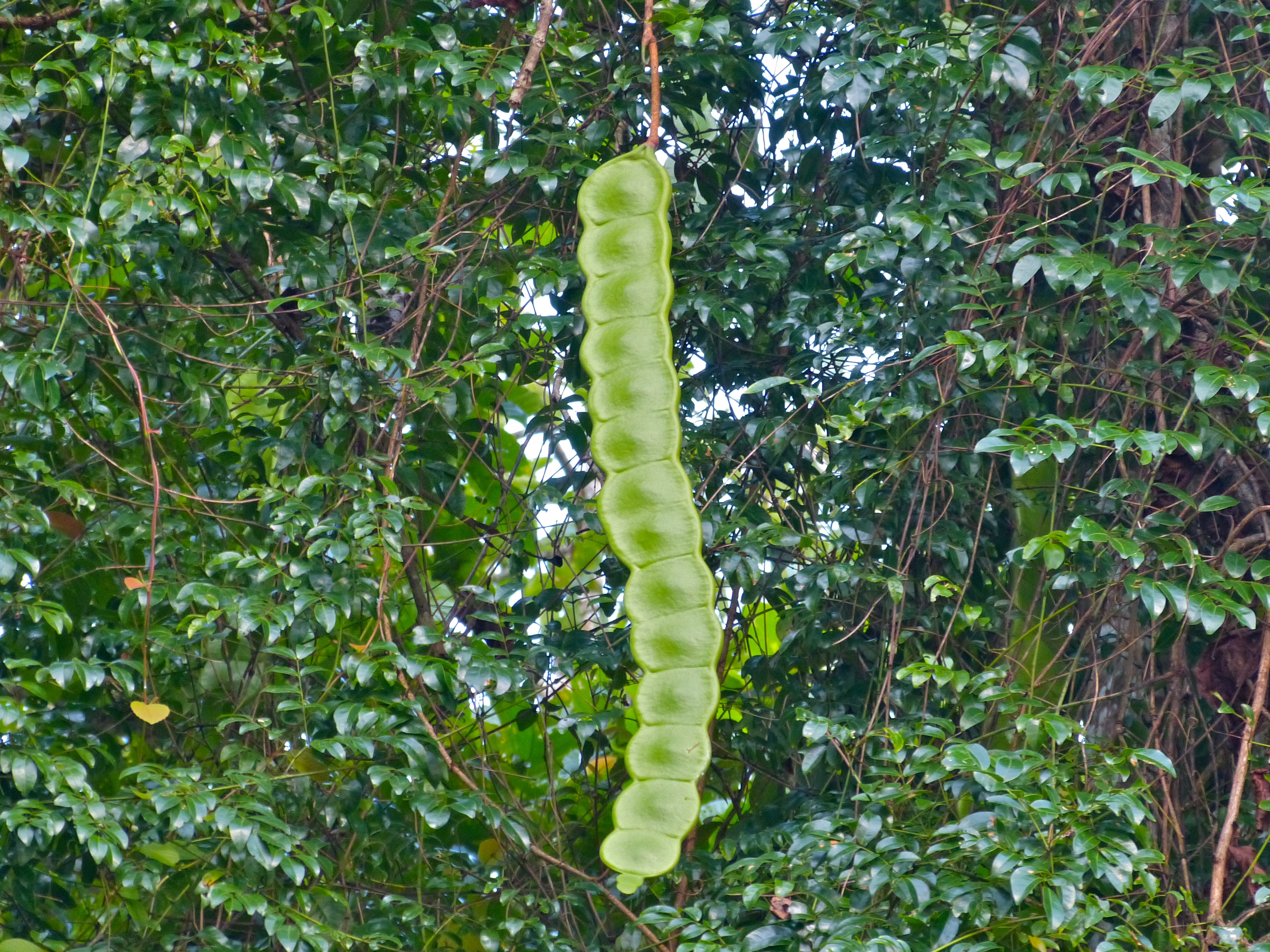
Unreife Frucht

### Vegetative Merkmale
Entada rheedei wächst als große, gewundene, dicke und kräftige Liane mit einer Pfahlwurzel, die Wuchshöhen eines großen Baumes erreicht. Es werden wechselständige, einfach oder doppelt gefiederte und gestielte Laubblätter mit abgerundet bis spitzen oder ausgerandeten, elliptischen, auch ungleichen oder eiförmigen bis verkehrt-eiförmigen und ledrigen, obseits glänzenden, gestielten und ganzrandigen Blättchen gebildet. Es sind oft kleinere Nebenblätter vorhanden. Die Blätter enden oft in einer zweiästigen Ranke. An den Blattstielen können Pulvini vorhanden sein. Direkt nach der Keimung werden nur Cataphyllen gebildet.

### Generative Merkmale
Die kleinen und wohlriechenden, heterostylen Blüten sind gelb, weiß bis grünlich, rötlich und haben einen kleinen, schwach gelappten und becherförmigen grünen Kelch. Sie stehen in langen, achselständigen, einzelnen oder gebüschelten und gestielten, dichten Ähren. Es sind haltbare, kleine Deckblätter bei den Ähren vorhanden. Es sind fünf längliche Kronblätter und zehn, weit vorstehende Staubblätter, die hauptsächlich die Blütenfarbe bestimmen, vorhanden. Der sehr kurze oder längere Griffel, je nach Blütentyp, ist fädlich oder schlank, mit kleiner Narbe. Der Fruchtknoten ist kurz gestielt, mit vielen Samenanlagen.
Es werden teils riesige, abgeflachte und holzig-ledrige, pergamentartige, segmentierte, oft leicht gebogene Hülsenfrüchte (Rahmenhülsen) gebildet, sie können bis 2 Meter lang und 15 Zentimeter breit werden. Sie können aber auch viel kleiner ausfallen und enthalten wenige bis viele, ca. 3–7,5 Zentimeter große und bis etwa 2 Zentimeter dicke, rundliche, abgeflachte, dunkelbraune und glatt-glänzende, sehr harte Samen. Die schwimmfähigen Samen werden über das Meer verbreitet, die Samenschale ist dick und wachsig, darunter sind die weißen, großen Kotyledonen, es ist kein Endosperm vorhanden. Die Tausendkornmasse beträgt etwa 25–30 kg.

## Vorkommen
Das Afrikanische Traumkraut wächst im primären und sekundären Wald entlang von Flüssen sowie in Küstenwäldern und in Mangroven.
Es kommt im gesamten tropischen Afrika von Südafrika bis Kenia im Norden und dem Senegal im Westen vor sowie in Madagaskar. In Asien findet man das Traumkraut im tropischen Indien, Hinterindien und dem gesamten Malaiischen Archipel, wo sich das Vorkommen bis Papua-Neuguinea und in Australien bis in das Northern Territory und nach Queensland erstreckt.

## Verwendung
Die Samen werden aufgeschnitten und anschließend wird das innere „Fruchtfleisch“ (die Kotyledonen) heraus gekratzt. Dieses wird dann entweder geschluckt oder, zusammen mit anderen Kräutern oder Tabak, in einer Räuchermischung geraucht, um Klarträume zu erreichen. Auch zu medizinischen Zwecken, als Salbe oder Pflaster, kann die Kotyledonenmasse verwendet werden. Die Blätter und die Samen können als Fischgift verwendet werden. Der Rindenbast kann zu Seilen geflochten werden. Es kann aus den Blättern und der Rinde ein Tee bereitet werden, der medizinisch verwendet wird. Die Samen können auch geröstet oder gekocht und nach dem mehrstündigen  Auslaugen in Wasser gegessen werden. Die Samen können auch als Kaffeeersatz verwendet werden. Die Samen werden auch zu Schmuck oder Glücksbringern verarbeitet. Die Samen und die Rinde können als Seifenersatz verwendet werden.
Das Afrikanische Traumkraut gilt in Nepal als Heilpflanze.